# ドキュメント昭和 (NHK特集)
「ドキュメント昭和・世界への登場」（ドキュメントしょうわ・せかいへのとうじょう）は、1986年（昭和61年）4月から1年間『NHK特集』の枠内で放送された昭和時代初期に焦点を当てるドキュメンタリー番組である。番組コンセプトは「日米・日中・日独関係を軸に昭和の出発点を国際的視野で描く」。

## 放送リスト
- 「ベルサイユの日章旗：一等国ニッポン」1986年4月7日放送[2]
- 「上海共同租界：事変前夜」1986年5月5日放送[3]
- 「アメリカ車上陸を阻止せよ：技術小国・日本の決断」1986年6月9日放送[4]
- 「トーキーは世界をめざす：国策としての映画」1986年9月1日放送[5]
- 「オレンジ作戦：軍縮下の日米太平洋戦略」1986年10月6日放送[6]
- 「潰え去ったシナリオ：ウォール街からの衝撃」1986年11月3日放送[7]
- 「皇帝の密約：埋もれた「満州国」最高機密」1987年1月5日放送[8]
- 「十字架上の日本：国際連盟との訣別・なぜ日本は孤立したのか」1987年2月2日放送[9]
- 「ヒトラーのシグナル：ドイツへ傾斜した日」1987年3月2日放送[10]

1987年4月27日、総集編として「ドキュメント昭和・世界が見つめた日本」が放送された。

## 書籍化
放送と並行して「NHK「ドキュメント昭和」取材班」による編集という形で書籍化された。1995年、シリーズ『日本の選択』として新編文庫再刊された。
- ベルサイユの日章旗：一等国ニッポン（角川書店、1986年）
  - 日本の選択1・理念なき外交「パリ講和会議」（角川文庫、1995年）
- 上海共同租界：事変前夜（角川書店、1986年）
  - 日本の選択2・魔都上海十万の日本人（角川文庫、1995年）
- アメリカ車上陸を阻止せよ：技術小国・日本の決断（角川書店、1986年）
  - 日本の選択3・フォードの野望を砕いた軍産体制（角川文庫、1995年）
- トーキーは世界をめざす：国策としての映画（角川書店、1986年）
  - 日本の選択4・プロパガンダ映画のたどった道（角川文庫、1995年）
- オレンジ作戦：軍縮下の日米太平洋戦略（角川書店、1986年）
  - 日本の選択5・対日仮想戦略「オレンジ作戦」（角川文庫、1995年）
- 潰え去ったシナリオ：ウォール街からの衝撃（角川書店、1986年）
  - 日本の選択6・金融小国ニッポンの悲劇（角川文庫、1995年）
- 皇帝の密約：埋もれた「満州国」最高機密（角川書店、1987年）
  - 日本の選択7・「満州国」ラストエンペラー（角川文庫、1995年）
- 十字架上の日本：国際連盟との訣別（角川書店、1987年）
  - 日本の選択8・満州事変世界の孤児へ（角川文庫、1995年）
- ヒトラーのシグナル：ドイツに傾斜した日（角川書店、1987年）
  - 日本の選択9・「ヒトラー」に派遣されたスパイ（角川文庫、1995年）